# Однодневный международный матч
Однодневный международный матч (англ. One Day International, ODI) в крикете — особый формат проведения матча, один из трёх основных форматов (наряду с тестовым и Twenty20). ODI является одной из форм крикета с ограниченными оверами, где длительность матча определяется не временным лимитом, а установленным набором подач. Тем не менее, матч ODI может быть завершён и в связи с исчерпанием выделенного на игру времени — причиной тому может стать плохая погода или иные с трудом предсказуемые факторы. В этом случае матч признаётся завершённым без результата. В целом же матч ODI может завершиться победой одной из команд, ничьей по ранам (ничья-тай) или не принести результата. Турнир, известный под названием «чемпионат мира по крикету», проводится именно по системе ODI (вместе с тем, существуют чемпионаты мира по Twenty20 и тестовым правилам). Иногда данный формат упоминается как LOI (англ. Limited Overs Internationals, «международный матч с ограниченными оверами»), однако данный термин утратил корректность с появлением другого схожего формата, Twenty20.
Как следует из названия, матчи такого рода проводятся в течение одного дня. Игра состоит из двух иннингсов, в одном из которых отбивает одна команда, в другом — вторая. Игроки могут провести на поле шесть и более часов (в тестовом крикете команды могут играть до пяти дней, но игроки редко проводят на поле более шести часов). Первый в истории матч по правилам ODI состоялся 5 января 1971 года между командами Англии и Австралии. Формат ODI, также как формат Twenty20, имеет несколько особенностей, отличающих крикет с ограниченными оверами от тестового крикета. Команды могут играть в форме произвольных цветов, в то время как тестовые состязания допускают только белую экипировку. В матчах ODI и Twenty20 используется белый мяч, в то время как тестовые игры предполагают использование красного снаряда. Выбор цвета мяча обусловлен тем, что до 2012 года тестовые матчи не могли проводиться при искусственном освещении. Форматы ODI и Twenty20 являются более привлекательными для телевизионной трансляции, поскольку они позволяют проследить за относительно короткой игрой, ход которой не подвержен консервативным условностям тестового крикета. С другой стороны, формат ODI стал менее коммерчески успешным, чем появившийся позднее Twenty20.

## Команды, имеющие право участвовать в матчах ODI
- Тестовые сборные
  -  Австралия (1971 г.)
  -  Англия (1971 г.)
  -  Новая Зеландия (1973 г.)
  -  Пакистан (1973 г.)
  -  Вест-Индия (1973 г.)
  -  Индия (1974 г.)
  -  Шри-Ланка (1975 г.)
  -  Зимбабве (1983 г.)
  -  Бангладеш (1986 г.)
  -  ЮАР (1991 г.)[1]
- Команды, обладающие временным статусом ODI (присуждается на 4 года)
  -  Кения (1996 г.)
  -  Канада (2006 г.)
  -  Ирландия (2006 г.)
  -  Шотландия (2006 г.)
  -  Нидерланды (2006 г.)
  -  Афганистан (2009 г.)
- Команды, получающие статус только на время крупных соревнований
  - Восточная Африка (1975 г.)
  -  ОАЭ (1994, 1996, 2004, 2008 гг.)
  -  Намибия (2003 г.)
  -  Гонконг (2004, 2008 гг.)
  -  США (2004 г.)

### Команды, лишённые временного статуса ODI
- -  Бермуды (2006—2009 гг.)